# Stellario Fagone
Stellario Fagone (* 1970 in Turin) ist ein italienischer Dirigent, Pianist, Komponist und Chorleiter und seit 2023 künstlerischer Leiter des Münchener Oratorienchors.

## Leben
Fagone studierte Klavier, Komposition und Dirigieren am Conservatorio Giuseppe Verdi in Turin.
Von 1996 bis 2000 war er Pianist beim RAI-Symphonieorchesters. Als Dirigent debütierte er 1997 mit „Il campanello“ von Gaetano Donizetti am Teatro Mancinelli in Orvieto. Er leitete an Spielstätten in ganz Europa unter anderem symphonische Konzerte und Opern. Von 2001 bis 2003 war Fagone Dirigent und Chorleiter beim Immling Festival. Dort dirigierte er unter anderem „Die lustigen Weiber von Windsor“ von Otto Nicolai.
Von 2003 bis 2006 war Korrepetitor an der Bayerischen Staatsoper, von 2006 bis 2018 war er dort stellvertretender und von 2019 bis 2023 kommissarischer Chordirektor. Unter seiner Leitung erhielt der Staatsopernchor 2019 die Auszeichnung „Oper! Awards“. Außerdem leitete er während der gesamten Zeit den Kinderchor der Bayerischen Staatsoper und dirigierte die Opern „Fairy Queen“ von Henry Purcell, „Pinocchio“ von Pierangelo Valtinoni und „Brundibar“ von Hans Krása.
Seit 2011 übernahm er beim Chor des Bayerischen Rundfunks diverse Einstudierungen. Er arbeitete eng mit Künstlern wie Riccardo Muti, Mariss Jansons, Riccardo Chailly und Ivan Repušić zusammen. Als Klavierbegleiter spielte Fagone in internationalen Konzerthäusern (u. a. Megaron Athen und San Carlo Neapel) mit Sängern wie Jonas Kaufmann.
Seit 2023 leitet Fagone den Münchner Oratorienchor. Außerdem war er für zwei Spielzeiten künstlerischer Leiter des Tölzer Knabenchors.
Stellario Fagone ist verheiratet und hat zwei Kinder.

## Repertoire

### Dirigat (Auswahl)
- Ariadne auf Naxos (Richard Strauss)
- Brundibar (Hans Krása)
- Carmen (Georges Bizet)
- Cosí fan tutte (Wolfgang Amadeus Mozart)
- Der Freischütz (Carl Maria von Weber)
- Der Rosenkavalier (Richard Strauss)
- Die lustigen Weiber von Windsor (Otto Nicolai)
- Die Zauberflöte (Wolfgang Amadeus Mozart)
- Don Giovanni (Wolfgang Amadeus Mozart)
- Ein deutsches Requiem (Johannes Brahms)
- Fairy Queen (Henry Purcell)
- Hänsel und Gretel (Engelbert Humperdinck)
- Il campanello (Gaetano Donizetti)
- La Bohème (Giacomo Puccini)
- La Traviata (Giuseppe Verdi)
- Madama Butterfly (Giacomo Puccini)
- Missa di gloria (Giacomo Puccini)
- Pinocchio (Pierangelo Valtinoni)
- Rigoletto (Giuseppe Verdi)
- The Fairy Queen (Henry Purcell)
- Tosca (Giacomo Puccini)

### Einstudierung (Auswahl)
- Ariane (Jules Massenet)
- Attila (Giuseppe Verdi)
- Dante (Benjamin Godard)
- Die Rose von Stambul (Leo Fall)
- Ernani (Giuseppe Verdi)
- Faust-Sinfonie (Franz Liszt)
- I lombardi alla prima crociata (Giuseppe Verdi)
- Jolanthe (Pjotr Tschaikowski)
- La Rondine (Giacomo Puccini)
- La Wally (Alfredo Catalani)
- Le Cinq-Mars (Charles Gounod)
- Messa Solenne in re minore (Luigi Cherubini)
- Messe Nr. 6 (Franz Schubert)
- Missa Defunctorum (Giovanni Paisiello)
- Orfeo ed Euridice (Christoph Willibald Gluck)
- Parsifal (Richard Wagner)

## Aufnahmen
- 2024: „Johannes-Passion“ von Johann Sebastian Bach (in Produktion)[6]
- 2023: „Ariane“ von Jules Massenet, Bru Zane[7]
- 2023: „Giuseppe Verdi: Attila“, BR-Klassik[8]
- 2012: „Viviana Araiza Staffini: Amato Belcanto“, Solo Musica[9]